# 斯氏新鰩
斯氏新鰩（學名：Neoraja stehmanni），為軟骨魚綱鰩目鰩科新鰩屬的一種，分布於東南大西洋南非橘河河口至阿加拉斯淺灘海域，深度102至1025公尺，本魚有鈍尖的吻部，成魚尾巴比身體長，胸盤有稜角，角圓，成年雄魚的前緣比雌魚更起伏，眼睛周圍、肩膀有大刺，並且從背部到背鰭呈間斷的單排狀，背面棕灰色，尾部有6-7條橫紋，下側蒼白，盤的前後緣、吻部和尾部下側有深褐色斑塊，體長可達37.6公分，棲息在大陸坡上層海域，為底棲性魚類，肉食性，卵生，生活習性不明。